# Charles Frederick August Schaeffer
Pour les articles homonymes, voir Schaeffer.
Charles Frederick August Schaeffer est un entomologiste américain d’origine allemande, né le 12 juin 1860 à Londres et mort le 29 août 1934.

## Biographie
Ses parents retournent en Allemagne peu de temps après sa naissance. On ignore tout de sa jeunesse et de sa formation. On sait qu’il adhère à la New York Entomological Society dès la création de celle-ci, en 1892. En 1898, il devient l’assistant de William Beutenmüller (1864-1934), conservateur au American Museum of Natural History. En 1902, il quitte cet emploi pour devenir le conservateur des coléoptères au Brooklyn Museum Institute of Arts and Sciences.
Il enrichit les collections de cette institution en réalisant plusieurs voyages en Caroline du Nord, au Texas et en Arizona. Il se spécialise dans les coléoptères, en particulier dans les Chrysomelidae.